# Ian Sinclair
Ian SInclair (Dallas, 2 marzo 1984) è un doppiatore e direttore del doppiaggio statunitense.

## Doppiaggio (Parziale)

### Serie animate
- Toraji Ishida in Bamboo Blade
- Zaki in Claymore
- Douglas Rosenberg, Stephen in El cazador
- Baldroy in Black Butler
- Akoz in Kyashan Sins
- Shogo Shimazaki in RIN - Le figlie di Mnemosyne
- Bora, Kawazu in Fairy Tail
- Liam in Fullmetal Alchemist: Brotherhood
- Romano in Hetalia Axis Powers
- Hasegawa in Baka to test to shōkanjū
- Toyama in Ōedo Rocket
- Kaoru Seo in SekireiSekirei
- Colin in Level E
- Marc Cole in Spice and Wolf
- Takeru Oyama in Rosario + Vampire
- Chuck in Panty & Stocking with Garterbelt
- Toriko in TorikoToriko
- Brook e Scopper Gabin in One Piece
- Whis in Dragon Ball Super
- Tatsumi in Shi ki
- Celestino Cialdini in Yuri!!! on Ice
- Tsukasa Shishio in Dr. Stone
- Narratore in Kaguya-sama: Love is War
- Lord Djibril in Mobile Suit Gundam SEED Destiny
- Gen'ichiro Sanada in Il principe del tennis
- Jilk in Trapped in a Dating Sim: The World of Otome Games Is Tough for Mobs
- Soei in Mi sono reincarnato in uno slime
- Narratore in Paripi kōmei
- Outsider in Girl from the Other Side
- Fumba Soodu Rozombanya in Skeleton Knight in Another World
- Einar in Vinland Saga
- Rajan in Mobile Suit Gundam: The Witch from Mercury
- Choi Jong-in in Solo Leveling
- impiegato in Laid-Back Camp

### Film d'animazione
- Brook in One Piece - Avventura sulle isole volanti, One Piece Film: Z, One Piece Gold - Il film, One Piece Stampede - Il film, One Piece Film: Red
- Whis in Dragon Ball Z - La battaglia degli dei, Dragon Ball Z - La resurrezione di 'F', Dragon Ball Super - Broly, Dragon Ball Super - Super Hero
- Tatara in The Boy and the Beast
- Mezo Shoji in My Hero Academia: Two Heroes
- Magna Swing in Black Clover: La spada dell'imperatore magico

### Videogiochi
- Capote in Honkai: Star Rail
- Bunet in Fire Emblem: Engage
- Zaveid in Tales of Zestiria
- Rashid in Street Fighter V, Street Fighter 6
- Whis in Dragon Ball Z: Battle of Z, Dragon Ball Xenoverse, Dragon Ball Xenoverse 2, Dragon Ball FighterZ, Dragon Ball Z: Kakarot